# PLPPR5
PLPPR5 (англ. Phospholipid phosphatase related 5) – білок, який кодується однойменним геном, розташованим у людей на 1-й хромосомі. Довжина поліпептидного ланцюга білка становить 321 амінокислот, а молекулярна маса — 35 427.
| 10         |  | 20         |  | 30         |  | 40         |  | 50         |
| ---------- |  | ---------- |  | ---------- |  | ---------- |  | ---------- |
| MPLLPAALTS |  | SMLYFQMVIM |  | AGTVMLAYYF |  | EYTDTFTVNV |  | QGFFCHDSAY |
| RKPYPGPEDS |  | SAVPPVLLYS |  | LAAGVPVLVI |  | IVGETAVFCL |  | QLATRDFENQ |
| EKTILTGDCC |  | YINPLVRRTV |  | RFLGIYTFGL |  | FATDIFVNAG |  | QVVTGNLAPH |
| FLALCKPNYT |  | ALGCQQYTQF |  | ISGEEACTGN |  | PDLIMRARKT |  | FPSKEAALSV |
| YAAMYLTMYI |  | TNTIKAKGTR |  | LAKPVLCLGL |  | MCLAFLTGLN |  | RVAEYRNHWS |
| DVIAGFLVGI |  | SIAVFLVVCV |  | VNNFKGRQAE |  | NEHIHMDNLA |  | QMPMISIPRV |
| ESPLEKVTSV |  | QNHITAFAEV |  | T          |  |            |  |            |

A: Аланін

C: Цистеїн

D: Аспарагінова кислота

E: Глутамінова кислота

F: Фенілаланін

G: Гліцин

H: Гістидин

I: Ізолейцин

K: Лізин

L: Лейцин

M: Метіонін

N: Аспарагін

P: Пролін

Q: Глутамін

R: Аргінін

S: Серин

T: Треонін

V: Валін

W: Триптофан

Кодований геном білок за функцією належить до гідролаз. 
Задіяний у такому біологічному процесі, як альтернативний сплайсинг. 
Локалізований у клітинній мембрані, мембрані.